# Церковь Святителя Николая Чудотворца (Командорские острова)
Церковь Святителя Николая Чудотворца — православный храм в селе Никольском на острове Беринга в Камчатском крае. Единственный действующий храм на Командорских островах. Часто называется самым восточным храмом России. Относится к Петропавловской и Камчатской епархии Русской православной церкви.

## История

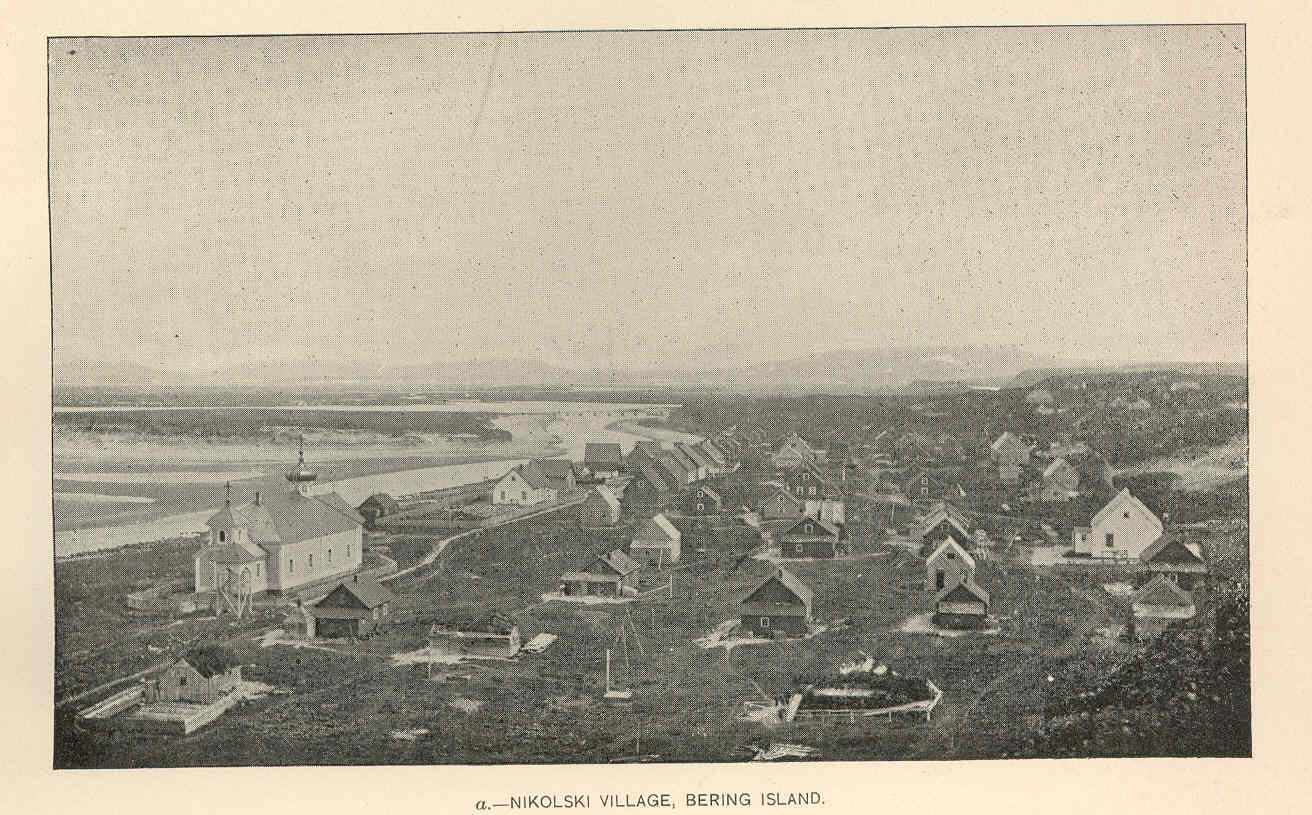
Село Никольское и храм Николая Чудотворца в 1897 г.

Самостоятельный православный приход на Командорских островах был образован в 1887 году. На островах тогда не было храма, но действовало несколько старых обветшавших часовен. Для постройки нового храма, начало которой было намечено на весну 1888 года, был привезён лес из Америки. Строительство церкви продолжалось до 1892 года. На 1892 год приходилась годовщина чудесного избавления от опасности цесаревича Николая, а само село ещё с 1880-х годов называлось Никольским, но старая часовня была освящена в 1842 году епископом Иннокентием (Вениаминовым) во имя святителя Иннокентия Иркутского, который считался небесным покровителем села, поэтому новая церковь была освящена одновременно и во имя Николая Чудотворца, и во имя Иннокентия Иркутского. Несколькими годами позже в селе Преображенском на острове Медный построили ещё одну церковь (посвящённую Преображению Господню) по проекту Никольско-Иннокентиевского храма. В 1920-х годах оба храма были закрыты. Спасо-Преображенская церковь была разобрана в 1930-х годах. В Никольско-Иннокентиевской церкви разместили сельский клуб, а затем общежитие и художественную школу. В 1983 году здание бывшего храма сгорело.
В 1991 году на Командорских островах были обнаружены останки Витуса Беринга и пяти других участников Второй Камчатской экспедиции. Останки были отправлены в Москву, где после тщательного исследования было решено перезахоронить их на острове Беринга. Для этого на остров прибыл отец Ярослав Левко, который совершил панихиду по погибшим морякам, ставшая первой церковной службой на острове с 1926 года. В 1998 году на островах три дня находился игумен Диомид (Дзюбан), бывший тогда настоятелем Елизовской Свято-Троицкой церкви, крестил людей и служил литургию. В феврале 2000 года на остров отправлен иеромонах Аркадий (Смекалов). В общине тогда были всего 3—4 человека. Летом того же года настоятелем прихода назначен иерей Константин Бацаценко, а в 2007 году его сменил иерей Виктор Музыкант. В 2009 году община была наконец зарегистрирована в Министерстве юстиции и приступила к вопросам постройке храма.
17 сентября 2010 года патриарх Кирилл посетил Командорские острова и освятил место строительства нового храма. Ровно через год было освящено основание церкви, а 3 ноября 2011 года на остров доставлен разобранный храм. Из Кирова до Владивостока его везли на железной дороге, где церковь погрузили на теплоход. Весь путь занял полтора месяца. Затем вятские мастера восемь недель собирали храм на месте. В сентябре 2012 года в церкви установили иконостас, сделанный художниками мастерской «Абрамцево» из Сергиева Посада, а Алеутский краеведческий музей вернул колокол Никольско-Иннокентиевской церкви, вылитый в 1891 году в Санкт-Петербурге на заводе В. Орлова. 27 октября 2012 года епископ Петропавловский и Камчатский Артемий совершил освящение храма. К тому времени у прихода не было своего настоятеля, а богослужения осуществляли священники Камчатской епархии вахтовым методом. В январе 2013 года на острова прибыл иерей Евгений Цукало. В октябре 2015 года отец Евгений отправлен для дальнейшего служения в Москву, а новым настоятелем сроком на два года назначен иерей Владимир Миронов. В октябре 2017 года отец Владимир был награждён правом ношения камилавки, а срок его командировки продлён ещё на год.